# État de Kogi
Pour le peuple amérindien, voir Kogi.
L'État de Kogi, également appelé État de la confluence car le Bénoué se jette dans le Niger sur son territoire[réf. nécessaire], est un État du Nigeria créé le 27 août 1991, à la suite de la scission des États de Kwara et de Benue.

Confluence Kogi-Lokoja

## Géographie
L'État de Kogi comprend 21 zones de gouvernement local :
- Adavi
- Ajaokuta
- Ankpa
- Bassa
- Dekina
- Ibaji
- Idah
- Igalamela-Odolu
- Ijumu
- Kabba/Bunu
- Kogi
- Lokoja
- Mopa-Muro
- Ofu
- Ogori/Magongo
- Okehi
- Okene
- Olamaboro
- Omala
- Yagba Est
- Yagba Ouest

## Démographie
Les principaux groupes ethniques et linguistique de Kogi sont : Igala, Ebira, Okun (en), Bassa et Yaba.